# Paul Markwitz
Paul Ernst Markwitz (* 16. Juli 1908 in Berlin; † 19. März 1968 ebenda) war ein deutscher Filmarchitekt.

## Leben und Wirken
Markwitz durchlief eine praktische, handwerkliche Ausbildung und empfahl sich in seiner Eigenschaft als talentierter Zimmermann für den Film. Ende 1931 begann er in untergeordneter Funktion für Kinoproduktionen zu arbeiten, anfänglich sogar in Hollywood (The Crowd Roars, Alias the Doctor). 1934 durfte er erstmals als Szenenbildassistent an der Erstellung von Filmbauten mitwirken und wurde den Kollegen Heinrich C. Richter und Hans Jacoby zugeteilt.
Zu Markwitz’ frühen Arbeiten zählen zwei Erich-Engels-Inszenierungen mit Karl Valentin und Liesl Karlstadt in den Hauptrollen. Bis 1939 war er an einigen weiteren prominenten Filmen beteiligt, darunter Sergeant Berry mit Hans Albers, Veit Harlans Sudermann-Adaption Die Reise nach Tilsit und der Revuefilm Wir tanzen um die Welt. Kurz nach Kriegsausbruch 1939 wurde Markwitz eingezogen. 
Nach der Entlassung aus der Kriegsgefangenschaft kehrte Paul Markwitz nach Berlin heim, wo er 1948 seine Arbeit beim Film wieder aufnahm. Er realisierte die Entwürfe bedeutender Kollegen wie Fritz Maurischat, Ernst H. Albrecht, Emil Hasler und Heinrich Weidemann. Sein Betätigungsfeld waren überwiegend wenig gehaltvolle Unterhaltungsfilme: vor allem Lustspiele, Operetten und Musikrevuen aber auch einige wenige ambitioniertere, dramatische Stoffe wie die in Süddeutschland gedrehte US-amerikanische Filmproduktion Des Teufels Erbe mit Gene Kelly und die Nacherzählung der Vorgänge rund um das fehlgeschlagene Attentat auf Hitler 1944, Es geschah am 20. Juli. Markwitz war für die unterschiedlichsten Produktionsfirmen tätig, zuletzt, ab 1957, fast ausschließlich für die Berliner CCC-Film Artur Brauners. Seine letzten Arbeiten sind Auftragsproduktionen für die CCC-Television. 
Paul Markwitz starb 59-jährig, als er, zuletzt beschäftigungslos, sich in selbstmörderischer Absicht in einen Berliner Kanal stürzte und darin ertrank.

## Filmografie (Kinofilme)
- 1935: Kirschen in Nachbars Garten
- 1936: Donner, Blitz und Sonnenschein
- 1936: Wir ziehen um (Kurzfilm)
- 1936: Gepäckschein 712 (Kurzfilm)
- 1937: Sherlock Holmes
- 1937: Hahn im Korb
- 1938: Mordsache Holm
- 1938: Schneeweißchen und Rosenrot
- 1938: Sergeant Berry
- 1939: Salonwagen E 417
- 1939: Die Reise nach Tilsit
- 1939: Wir tanzen um die Welt
- 1940: Ein Mann auf Abwegen
- 1948: Der große Mandarin
- 1949: Begegnung mit Werther
- 1950: Die Treppe
- 1950: Hochzeitsnacht im Paradies
- 1950: Wenn eine Frau liebt
- 1951: Heidelberger Romanze
- 1951: Das letzte Rezept
- 1952: Des Teufels Erbe (The Devil Makes Three)
- 1953: Käpt’n Bay-Bay
- 1953: Jonny rettet Nebrador
- 1953: Sterne über Colombo
- 1953: Der Raub der Sabinerinnen
- 1953: Martin Luther
- 1954: Geständnis unter vier Augen
- 1954: Die Gefangene des Maharadscha
- 1954: Der Zigeunerbaron
- 1954: Drei vom Varieté
- 1955: Es geschah am 20. Juli
- 1955: Ich weiß, wofür ich lebe
- 1955: Die Wirtin an der Lahn
- 1956: Waldwinter
- 1956: Das Sonntagskind
- 1956: Was die Schwalbe sang
- 1956: Das Donkosakenlied
- 1956: Die Christel von der Post
- 1956: Spion für Deutschland
- 1956: Der schräge Otto
- 1957: Witwer mit fünf Töchtern
- 1957: Das einfache Mädchen
- 1957: Die Frühreifen
- 1957: Der Graf von Luxemburg
- 1957: Münchhausen in Afrika
- 1958: Ohne Mutter geht es nicht
- 1958: Scala – total verrückt
- 1958: Kleine Leute mal ganz groß
- 1958: Petersburger Nächte
- 1959: Aus dem Tagebuch eines Frauenarztes
- 1959: Peter schießt den Vogel ab
- 1959: Abschied von den Wolken
- 1959: Am Tag, als der Regen kam
- 1960: Kein Engel ist so rein
- 1960: Liebling der Götter
- 1960: Marina
- 1961: Und sowas nennt sich Leben
- 1961: Lebensborn
- 1961: Adieu, Lebewohl, Goodbye
- 1961: Immer Ärger mit dem Bett
- 1961: Robert und Bertram
- 1961: Ramona
- 1961: Café Oriental
- 1961: Das Geheimnis der schwarzen Koffer
- 1962: Frauenarzt Dr. Sibelius
- 1962: Das Testament des Dr. Mabuse
- 1962: Sherlock Holmes und das Halsband des Todes
- 1963: Der Fall Rohrbach, drei Teile (Fernsehfilm)
- 1964: Fanny Hill
- 1966: Die Brücke von Remagen (Fernsehfilm)
- 1967: Das kleine Teehaus (Fernsehfilm)